# جبل جليز
جبل جليز أو گليز، هو جبل منخفض الارتفاع يقع في تجمع مدينة مراكش. يتكون من صخور رملية. وقد أعطى اسمه لحي جليز، الذي يمتد إلى الجنوب الشرقي من الجبل، وتزداد ارتفاعات السلسلة الجبلية من الشمال إلى الجنوب حيث تصل أعلى نقطة فيها إلى 527 م.

## الموقع
يقع الجبل خارج سور مراكش التاريخي الذي بني في عهد ملوك الدولة المرابطية من الجهة الشمالية الغربية، وهو يمثل النهاية الجنوبية لمجموعة مرتفعات تظهر بدايتها بعد الضفة الجنوبية لوادي تانسيفت.

## التسمية
يعود مصطلح جليز على الأرجح إلى الدولة المرابطية. وقد يشير إلى مصطلح شائع في التسمية الجغرافية بالشلحية في العصور الوسطى، ويستخدم لوصف مرتفع منعزل أو نتوء صخري. هناك استخدام شهير آخر لهذا المصطلح في موقع إجليز هرغة في الأطلس الصغير، العاصمة الأولى للموحدين.

## التضاريس
جبل كليز عبارة عن تلة منخفضة الارتفاع، تبلغ ذروتها حوالي 60 مترا فوق سهل الحوز وعلى ارتفاع 506 مترا .

## التاريخ
الموقع الذي اختاره الأمير المرابطي أبو بكر عام 1062 يحده من الغرب جبل جليز، ومن الشرق واد إسيل، ومن الشمال نهر تانسيفت. في عهد يوسف بن تاشفين، بينما حل الحجر تدريجيا محل الخيام، كانت سفوح جبل جليز بمثابة مقلع، لإنتاج الحجر الرملي عالي الجودة. وخلال فترة الموحدين، كان الجبل بمثابة مكان لأبو العباس السبتي، وفي عام 1913، أنشأ الجيش الفرنسي قاعدة عسكرية تسمى كامب مانجين على المنحدرات الجنوبية للجبل. في العقد الأول من القرن العشرين، استولى الجيش على التلة نفسها، الذي كان يوفر إطلالة خلابة واستراتيجيّة على السهل، وأُحيط بسور مُزود بأبراج المراقبة.